# Дубино (Борисовский район)
Дубино — село в Борисовском районе Белгородской области. Входит в состав Белянского сельского поселения.

## География
Село расположено недалеко от районного центра — Борисовки.
Часовой пояс
Село Дубино как и вся Белгородская область, находится в часовой зоне МСК (московское время). Смещение применяемого времени относительно UTC составляет +3:00.

## Население
| 2002 | 2010 |
| ---- | ---- |
| 184  | ↗189 |